# 2014 في المغرب
فيما يلي قوائم الأحداث التي وقعت خلال عام 2014 في المغرب.

## أحداث

احمد الزايدي

- يونيو 2014 - وضع الأمير مولاي رشيد حدّاً لعزوبيته، التي واكبته طيلة أعوام شبابه، بعد أن عقد قرانه على أم كلثوم بوفارس، كريمة مولاي المامون بوفارس، الوالي السابق بوزارة الداخلية، لتخلى الأمير عن صفة "أشهر عازب" بالمملكة، ويتقدم يوم 13 نونبر لاحتفاء بزفافه، الذي أقيم بالقصر الملكي العامر بمدينة الرباط، في موعد ترأسه شقيقه الملك محمد السادس، الخميس المقبل بالرباط حفلات زفاف شقيقه الأمير مولاي رشيد. وفقا لتقاليد وأعراف الأسرة العلوية المجيدة".
- 11 يوليوز 2014 - 23 قتيلاً وعشرات الجرحى، هي حصيلة فاجعة انهيار ثلاث عمارات، التي هزّت المغرب صبيحة يوم الجمعة 11 يوليوز 2014 بحي بوركون بالدار البيضاء، في مشاهد تراجيدية صدمت المغاربة وهم يشاهدون مناظر انتشال الجثث وإخراج الضحايا، في مشهد يذكر بزلازل مرّ منها المغرب، كمثل ما حدث في أكادير عام 1961.. وهي الحوادث الأليمة التي تكررت هذا العام كما حصل في انهيار منازل بالمدينة القديمة بالدار البيضاء ومنزل آخر بحي "الجريفات في آسفي.
- 1 سبتمبر – الإحصاء العام للسكان والسكنى لسنة 2014
- قررت الجامعة الملكية المغربية لكرة القدم، إحداث كأس السوبر المغربي.
- 9 نوفمبر 2014 – مقتل السياسي المغربي أحمد الزايدي.
- 7 ديسمبر 2014 – مقتل السياسي المغربي عبد الله بها.
- ابتداءً من 27 نونبر وعلى مدى 3 أسابيع، عاش المغاربة أياماً سوداء على وقع الأمطار الطوفانية التي أغرقت مدناً بالجنوب المغربي، وأودت بحياة أزيد من 50 شخصاً، فارقوها غرقاً بعد أن جرفتهم سيول الأودية أمام عدسات الكاميرات الهاوية، وآخرين قضوا ردماً جراء انهيار المنازل، فيما تمّ إنقاذ الآلاف ممن كانوا محاصرين ومهددين بخطر الموت.[1]
- فضيحة «الكرّاطة» وسحب «الكان»
- سنة 2014 كانت عام المصائب على وزير الشباب والرياضة، محمد أوزين، الذي لا يزال مُعلَّقاً ويقفُ على حَبل سميك يتأرجح ما بين الإقالة والاستقالة، على خلفية فضيحة «موندياليتو المغرب» و«الشوهة» التي لحقت صورة المغرب أمام أنظار العالم، وهو يشاهد كيف تحول ملعب مولاي عبد الله، إلى بِرك مائيّة عمد المستخدمون إلى مداراتها بـ«السطل» و«الكراطة».
- شكلت ظاهرة «داعش» واستقطابها لمقاتلين عابرين للقارات الخمس، هاجساً كبيرا لدى السلطات المغربية، التي انخرطت، منذ الإعلان عن تأسيس التنظيم قبل عامين والذي تحوّل إلى اسم «الدولة الإسلامية» قبل أشهر، حيث توالت الخلايا المفككة التي تعمل على تجنيد شباب مغاربة للقتل في سوريا والعراق، بشكل ملفت للنظر طيلة عهذا العام.

## رياضة
- 20 ديسمبر – كأس العالم للأندية 2014 الفائز ريال مدريد.

## أفلام
من الأفلام التي صدرت هذه السنة في المغرب:
- 1 يناير – البحر من ورائكم من إخراج هشام العسري.
- 1 يناير – ساجا، الرجال الذين لا يعودون أبدا من إخراج عثمان الناصري.
- 1 يناير – كان يا ماكان

## كتب
من الكتب التي صدرت هذه السنة في المغرب:
- الاستئصال من تأليف الطاهر بن جلون.
- إبعاد الغمم عن إيقاظ الهمم في شرح الحكم من تأليف أحمد بن عجيبة.
- بعيدا من الضوضاء، قريبا من السكات من تأليف محمد برادة.
- الفكر الأدبي العربي: البنيات والأنساق من تأليف سعيد يقطين.

## وفيات

### يناير
- 4 يناير – حسن العمراني سياسي مغربي (56 سنة).
- 24 يناير – عبد القادر البرازي (مواليد 1964) لاعب كرة قدم مغربي.

### فبراير
- 7 فبراير – محمد جسوس (مواليد 1938) اجتماعي مغربي.

### يونيو
- 13 يونيو – المهدي المنجرة (مواليد 1933) المهدي المنجرة.

### يوليو
- 27 يوليو – عبد الرحيم مودن (مواليد 1948)

### أغسطس
- 10 أغسطس – للا فاطمة الزهراء (مواليد 1930) الابنة البكر لمحمد الخامس.

### سبتمبر
- 1 سبتمبر - محمد بن عزوز حكيم، (مواليد 1924) مؤرخ مغربي.
- 25 سبتمبر – فريد بلكاهية (مواليد 1934) رسام مغربي.

### ديسمبر
- 7 ديسمبر – عبد الله بها (مواليد 1954) سياسي مغربي.
- 17 ديسمبر – محمد البسطاوي (مواليد 1954) ممثل مغربي.